# Prvenstvo Hrvatske u vaterpolu za žene 2010.
Prvenstvo Hrvatske u vaterpolu za žene za 2010. godinu je osvojila "Mladost" iz Zagreba. 

## Prva liga

### Sustav natjecanja
Pet klubova je igralo dvokružnu ligu (10 kola), te su potom prve četiri ekipe dalje razigravale za prvaka i plasman. 

### Sudionice
- Bura Uni Rent - Split
- Delfin - Rovinj
- Mladost - Zagreb
- Primorje - Rijeka
- Viktoria - Šibenik

### Ligaški dio
Ljestvica
| mj | klub          | ut | pob | ner | por | gol+ | gol- | bod |             |
| -- | ------------- | -- | --- | --- | --- | ---- | ---- | --- | ----------- |
| 1. | Mladost       | 8  | 7   | 0   | 1   | 117  | 38   | 14  | doigravanje |
| 2. | Bura Uni Rent | 8  | 5   | 0   | 3   | 111  | 56   | 10  | doigravanje |
| 3. | Primorje      | 8  | 5   | 0   | 3   | 90   | 56   | 10  | doigravanje |
| 4. | Viktoria      | 8  | 1   | 0   | 7   | 42   | 109  | 2   | doigravanje |
| 5. | Delfin        | 8  | 1   | 0   | 7   | 26   | 127  | 2   |             |

Rezultatska križaljka
| kratica                                                                                             | klub          | BURA | DEL  | MLA  | PRI   | VIK  |
| --------------------------------------------------------------------------------------------------- | ------------- | ---- | ---- | ---- | ----- | ---- |
| BURA                                                                                                | Bura Uni Rent |      | 21:1 | 5:10 | 11:15 | 18:6 |
| DEL                                                                                                 | Delfin        | 3:19 |      | 2:21 | 4:12  | 10:6 |
| MLA                                                                                                 | Mladost       | 8:9  | 25:2 |      | 12:6  | 15:4 |
| PRI                                                                                                 | Primorje      | 8:11 | 15:0 | 5:10 |       | 15:6 |
| VIK                                                                                                 | Viktoria      | 5:17 | 8:4  | 5:16 | 2:14  |      |
| |               |      |      |      |       |      |
| podebljan rezultat - igrano od 1. do 5. kola) rezultat normalne debljine - igrano od 6. do 10. kola |               |      |      |      |       |      |

 Izvori: 

### Doigravanje
| klub1 | klub2         | rezultati      | napomena        |
| poluzavršnica                                                                                              | poluzavršnica | poluzavršnica  | poluzavršnica   |
| --- | ------------- | -------------- | --------------- |
| Mladost | Viktoria      | 17:3, 15:4     |                 |
| Bura Uni Rent                                                                                              | Primorje      | 8:11, 6:9      |                 |
| |               |                |                 |
| za 3. mjesto                                                                                               |               |                |                 |
| Viktoria                                                                                                   | Bura Uni Rent | 3:7, 6:14      |                 |
| |               |                |                 |
| za prvaka                                                                                                  |               |                |                 |
| Mladost | Primorje      | 7:8, 10:7, 9:6 | "Mladost" prvak |
| |               |                |                 |
| rezultat podebljan - domaća utakmica za "klub1" rezultat normalne debljine - gostujuća utakmica za "klub1" |               |                |                 |

### Konačni poredak
| mj. | klub                | ut | pob | ner | por | gol+ | gol- |
| --- | ------------------- | -- | --- | --- | --- | ---- | ---- |
| 1.  | Mladost Zagreb      | 13 | 11  | 0   | 2   | 175  | 66   |
| 2.  | Primorje Rijeka     | 13 | 8   | 0   | 5   | 131  | 96   |
|     |                     |    |     |     |     |      |      |
| 3.  | Bura Uni Rent Split | 12 | 7   | 0   | 5   | 146  | 83   |
| 4.  | Viktoria Šibenik    | 12 | 1   | 0   | 11  | 58   | 162  |
|     |                     |    |     |     |     |      |      |
| 5.  | Delfin Rovinj       | 8  | 1   | 0   | 7   | 26   | 127  |

## Vanjske poveznice
- Hrvatski vaterpolski savez